# Heinrich Hirtzwig
Heinrich Hirtzwig (* um 1587 in Hayna in Hessen; † 18. August 1635 in Butzbach) war ein deutscher Pädagoge und Dramatiker.

## Leben
Heinrich Hirtzwig ist erstmals 1613 als Rektor in Speyer nachweisbar. 1615 berief ihn der Rat der Stadt Frankfurt am Main auf Empfehlung der Gießener Universität zum Rektor des Gymnasiums Francofurtanum. Er trat dort die Nachfolge von Adelardus Cravelius an, in dessen Amtszeit der Ruf des Gymnasiums schwer gelitten hatte. Die Chroniken berichten von nächtlichen Ausschweifungen der Schüler und Lehrer, der Leistungsstand galt in den umliegenden Universitäten als schwach (Francofurtani mali grammatici). Hirtzwig berichtet in einem Sendschreiben vom 6. November 1615 an seinen Gießener Lehrer Balthasar Mentzer über die Zustände, die er in Frankfurt vorgefunden hatte.
Mit der Berufung Hirtzwigs erhöhte der Rat das Gehalt des Rektors auf 300 Gulden und das der übrigen Lehrer auf 200 Gulden im Jahr, um die Lehrkräfte von Nebeneinkünften und Privatunterricht unabhängiger zu machen. Im Gegenzug setzte Hirtzwig eine Reihe von Reformen durch, allerdings lehnte er die dem Rat 1612 von Ratichius empfohlenen Vorschläge größtenteils ab. Dennoch nahm das Frankfurter Gymnasium unter Hirtzwig einen deutlichen Aufschwung. Er führte 1616 eine Sexta als neue Eingangsklasse ein. Den bisherigen Quintanus (Lehrer der Quinta) Laurentius Bulla entließ er „wegen Unfleißes“. Um die Disziplin unter den Schülern zu verbessern, verwies er vier Schüler von der Anstalt und richtete das Amt eines für die Aufsicht und Ordnung unter den Schülern verantwortlichen Decurios ein. Gleichzeitig trat er für eine Mäßigung der Prügelstrafen für aufsässige Schüler ein und führte neue Zeugnisse ein. Für den Unterricht verfasste Hirtzwig neue Lehrbücher, darunter ein lateinisches Wörterbuch für die unteren Klassen und eine Neubearbeitung des Katechismus.
Hirtzwigs autokratisches Verhalten und sein Hang zur Unnachgiebigkeit schufen ihm allerdings Gegner in der Stadt, zumal er seine Reformen betrieb, ohne die vom Rat eingesetzte Kommission aus vier Scholarchen zu konsultieren. 1626 stellte der Rat daher eine neue Schulordnung auf, in der etliche von Hirtzwigs Reformen aufgehoben und seine Lehrbücher verboten wurden. Hirtzwig betrieb daraufhin seine Berufung als Hofprediger nach Butzbach und wurde 1627 ohne große Formalitäten aus dem städtischen Dienst entlassen. Erst Jahrzehnte später erinnerte man sich seiner Verdienste um das Frankfurter Gymnasium. So wurde sein Sendschreiben von 1615 an Mentzner in der 1654 unter Rektor Johannes Valentini in einer neuen Schulordnung abgedruckt.
Hirtzwig starb 1635 in Butzbach an der Pest.

## Werke
Hirtzwig wurde neben seiner Tätigkeit als Schulleiter vor allem für seine lateinischen Dramen bekannt, die überregionale Bedeutung erlangten. 1609 verfasste er die Tragödie Balsasar, die im akademischen Theater Straßburg aufgeführt wurde. 1615 gab er sein Werk selbst heraus und versah es mit einem eigenen Kommentar. Das Drama Jesulus ist eine 1613 erschienenes Komödie um die Weihnachtsgeschichte. Zum hundertjährigen Jubiläum der Reformation schrieb er das Drama Lutherus.

## Schriften
- De Officio Messiae Prophetico Et Regio, Giessae : Chemlin, 1611 (Digitalisat)